# 刘振玉
刘振玉（1916年2月—1997年2月），陕西志丹人，历任三边回汉支队支队长、宁夏人民解放军参谋长等职。

## 生平
1916年2月，刘振玉出生于陕西省保安县（今志丹县）。
1935年5月，刘振玉任保安县游击队班长、特派员。1939年5月起，历任保安县保卫科，吴旗（今吴起县）、安边警卫队和保安直属连指导员、队长、大队长。其中，1942年8月，陕甘宁边区吴旗县警卫队成立，警卫队共有20余人，人手一枪，姬凤山任队长，刘振玉任指导员。1947年1月，中共三边地委按照上级指示成立回汉支队，共有干部、战士234人，其中回族65人，刘振玉任支队长。1947年4月上旬，以回汉支队为基础成立宁夏人民解放军，刘振玉任参谋长，并兼任一支队（回汉支队）支队长。宁夏人民解放军成立后进行转移，刘振玉所率回汉支队在定边、环县交界处的五彪台与马鸿宾部一个骑兵连和一个炮兵连遭遇，刘振玉战斗过程中负伤，后被俘。被俘后，刘振玉先被押送到盐池县大水坑，随后又转押中宁、兰州，直至1949年方才获得释放。
1951年4月，刘振玉任宁夏劳改直属一队大队长、第三劳改支队副支队长。1953年11月，任潮湖农场一分场副场长、生产科长、副主任。1956年3月，任甘肃省下河清农场副场长、夹边沟农场场长。1958年底，夹边沟农场升级为县级单位，刘振玉改任副场长。1959年，场长张宏被打成“右倾机会主义分子”并撤职，农场主要由刘振玉领导，但由于刘振玉党籍一直未被恢复，所以职务为副场长:31。1961年4月，刘振玉任甘肃省高台农场副场长。文化大革命期间，刘振玉遭受迫害。1970年5月，刘振玉在甘肃省井儿川建井队、定西起重机厂任采购员、管理员，后任定西起重机厂副厂长。1986年离休，享受副地级待遇。
1997年2月10日，刘振玉因病去世，享年81岁。

## 备注
1. ↑  据夹边沟另一位管教人员朱照南回忆，刘振玉到夹边沟时已是1956年下半年[9]